# Gemini 5
Gemini 5 (GT-5) war ein bemannter Weltraumflug im Rahmen des US-amerikanischen Gemini-Programms.

## Die Mannschaft
Noch bevor das erste bemannte Gemini-Raumschiff startete, gab die NASA am 8. Februar 1965 die Besatzung des dritten bemannten Gemini-Flugs bekannt. Als Kommandant wurde Gordon Cooper nominiert, der somit nach seinem Mercury-Atlas 9-Flug der erste Mensch wurde, der ein zweites Mal in die Erdumlaufbahn startete. Als Copilot wurde Charles Conrad eingeteilt, ein Weltraumneuling aus der zweiten Astronauten-Auswahlgruppe.
Die Ersatzmannschaft bestand aus Neil Armstrong und Elliot See, die beide noch keine Weltraumerfahrung hatten.
Verbindungssprecher (Capcom) in Cape Kennedy war Virgil Grissom, der Kommandant von Gemini 3. Von Houston, dem heutigen Lyndon B. Johnson Space Center, aus hielten James McDivitt, der Kommandant von Gemini 4 war, Neil Armstrong und Edwin Aldrin die Verbindung.

## Vorbereitung

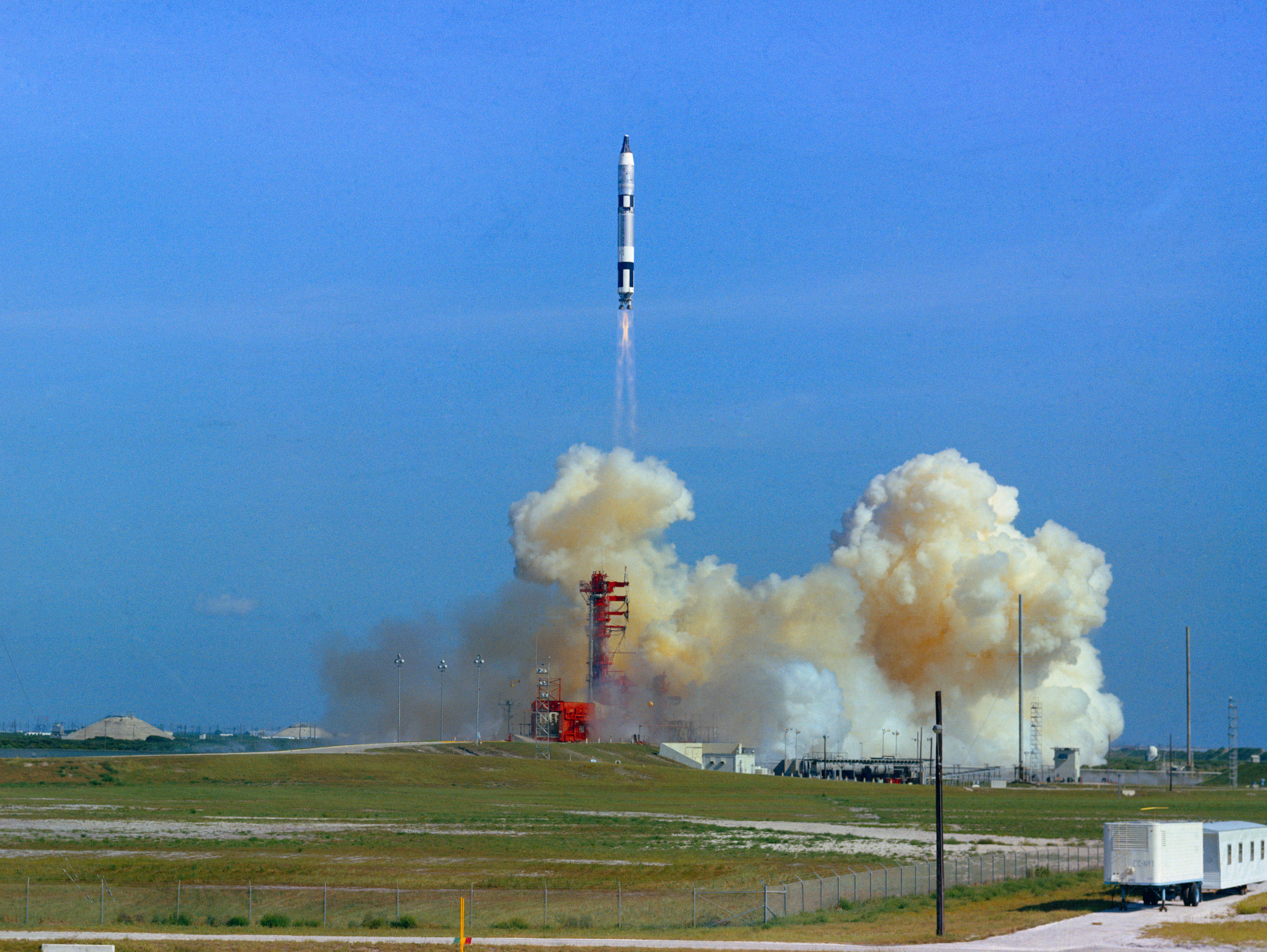
Gemini 5 – Start

Der Flug von Gemini 5 war auf acht Tage ausgelegt, doppelt so lang wie der vorgehende Flug von Gemini 4. Das Ziel von Gemini 5 war, die Zuverlässigkeit aller Systeme bei solch einer Dauer zu demonstrieren, und den Einfluss der Schwerelosigkeit auf die Astronauten zu untersuchen.
Erstmals sollte die Energieversorgung nicht nur durch Batterien, sondern auch durch Brennstoffzellen erfolgen, außerdem war geplant, Rendezvous-Manöver mit einem Zielsatelliten durchzuführen, den Gemini 5 selbst aussetzen sollte.
Einen Außenbordeinsatz wie bei Gemini 4 würde es nicht geben. Außerbordaktivitäten dieser Art waren erst wieder für Gemini 8 vorgesehen.
Gemini 5 war der erste NASA-Flug, für den ein eigenes Abzeichen verwendet wurde. Cooper brachte hierzu einen Vorschlag mit einem Planwagen ein. Der Vorschlag wurde akzeptiert, doch das Motto Eight days or bust (etwa: Acht Tage oder Pleite) wurde abgewiesen. Für NASA-Direktor James E. Webb bedeutete es noch keine Pleite, wenn die Mission vielleicht nicht die geplanten acht Tage dauern würde. Tatsächlich fehlte am Ende des Fluges eine Stunde zu den vollen acht Tagen.
Die Missionsabzeichen der Mercury-Flüge und die von Gemini 3 und Gemini 4 wurden lange nach den Flügen entworfen.

## Flugverlauf

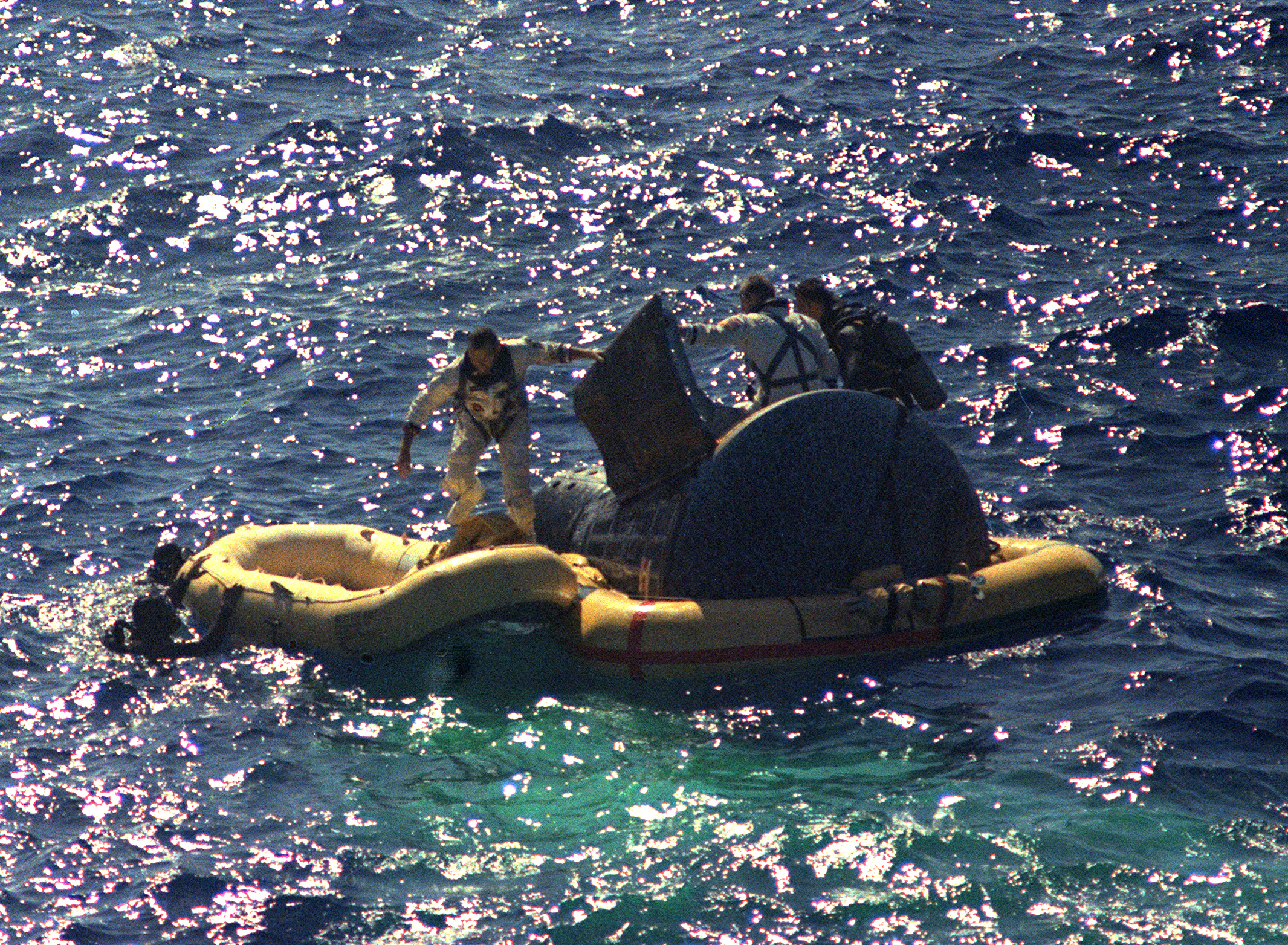
Gemini 5 – Nach der Wasserung

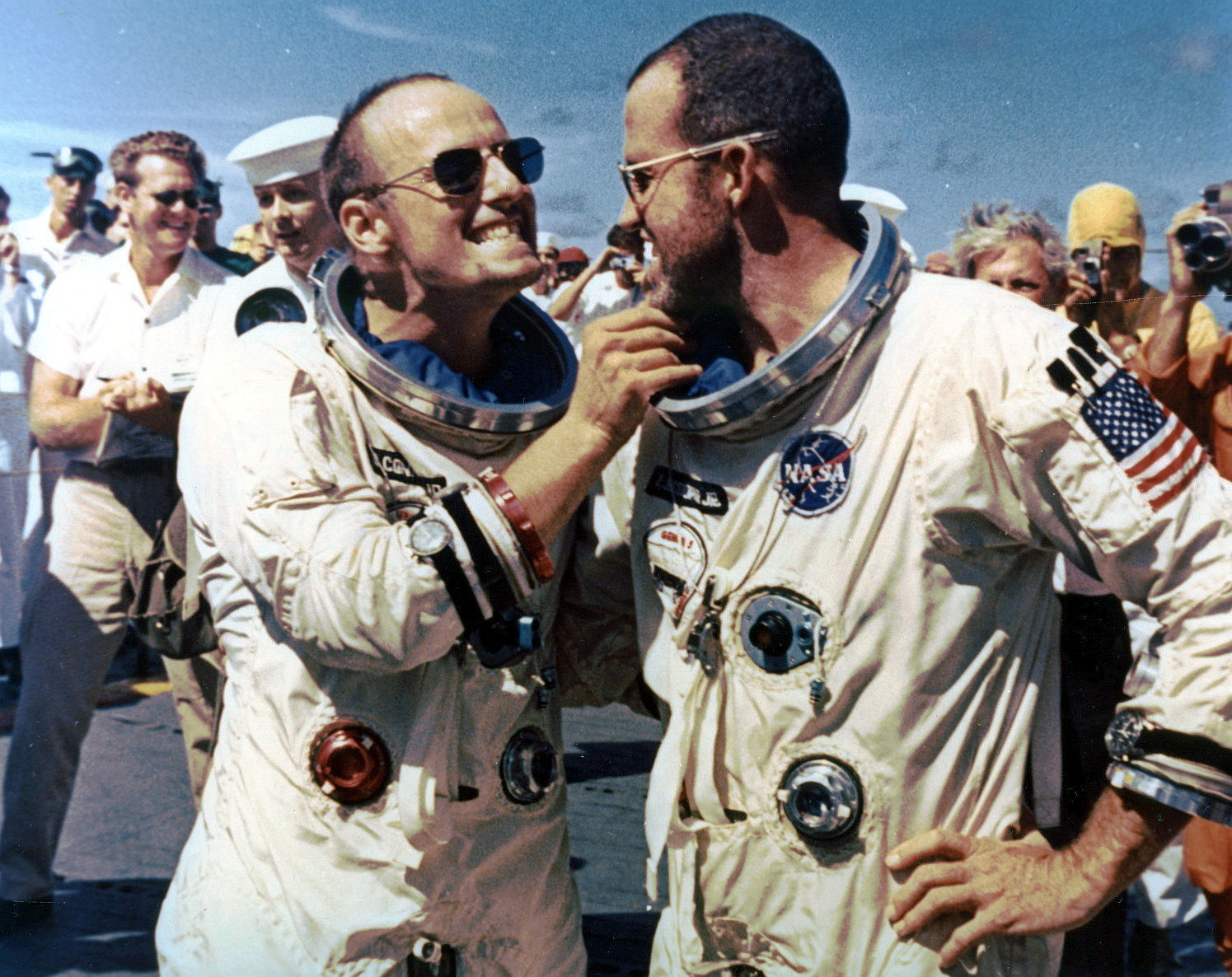
Nach der Landung stehen Pilot Pete Conrad (li.) und Kommandant Gordon Cooper an Deck des Flugzeugträgers USS Lake Champlain. Conrad bringt Cooper scherzhaft bei, „Cheese“ für die Fotografen zu sagen.

Der Start war zuerst für den 19. August 1965 vorgesehen, aber der Countdown musste 10 Minuten vor dem Abheben aufgrund eines Computerproblems unterbrochen werden. Da ein Sturm aufzog, wurde der Start abgesagt und um zwei Tage verschoben.
Gemini 5 startete dann am 21. August 1965. Schon nach zwei Stunden setzten Cooper und Conrad den Zielsatelliten aus, doch kurz danach gab es einen Druckabfall in den Brennstoffzellen, was die Astronauten zum Abschalten einiger Systeme zwang und das Rendezvous-Manöver unmöglich machte.
Kurzzeitig wurde sogar ein Abbruch des Fluges erwogen. Als sich jedoch der Druck stabilisierte und Tests am Boden zeigten, dass auch mit diesem geringen Druck gearbeitet werden konnte, wurden die Systeme nach und nach wieder eingeschaltet und die Mission fortgesetzt.
Am dritten Tag wurden dann Rendezvous-Manöver mit einem fiktiven Zielsatelliten geflogen. Präzise Bahnänderungen dieser Art waren neu für die Weltraumfahrt, wurden aber mit Erfolg absolviert. Nach einigen Tagen fielen mehrere Steuerdüsen aus, so dass auf weitere Tests verzichtet wurde.
Aufgrund von schlechtem Wetter im Zielgebiet wurde die Landung um eine Umkreisung vorverlegt.
Durch fehlerhafte Daten im Computer wurde der Landepunkt um 145 km verfehlt. Da aber mehrere Schiffe an der Bergung beteiligt waren, konnten Cooper und Conrad von Tauchern der DuPont gesichert und im Hubschrauber zum Hauptschiff Lake Champlain gebracht werden.

## Bedeutung innerhalb des Gemini-Programms
Mit acht Tagen stellte die Besatzung einen neuen Langzeitrekord im Weltall auf, womit die Vereinigten Staaten auf diesem Gebiet gegenüber der Sowjetunion in Führung gingen. Damit war auch bewiesen, dass  Menschen für einen längeren Zeitraum in der Schwerelosigkeit leben können als für einen Mondflug benötigt wird.
Allerdings zeigten sich während des Fluges auch einige Probleme mit den erstmals genutzten Brennstoffzellen.
Der folgende Flug Gemini 6 war für den Oktober geplant. Erstmals sollte dabei ein Raumschiff mit einem unbemannten Zielsatelliten koppeln, der eigens dafür gestartet wurde.